# 落葉性

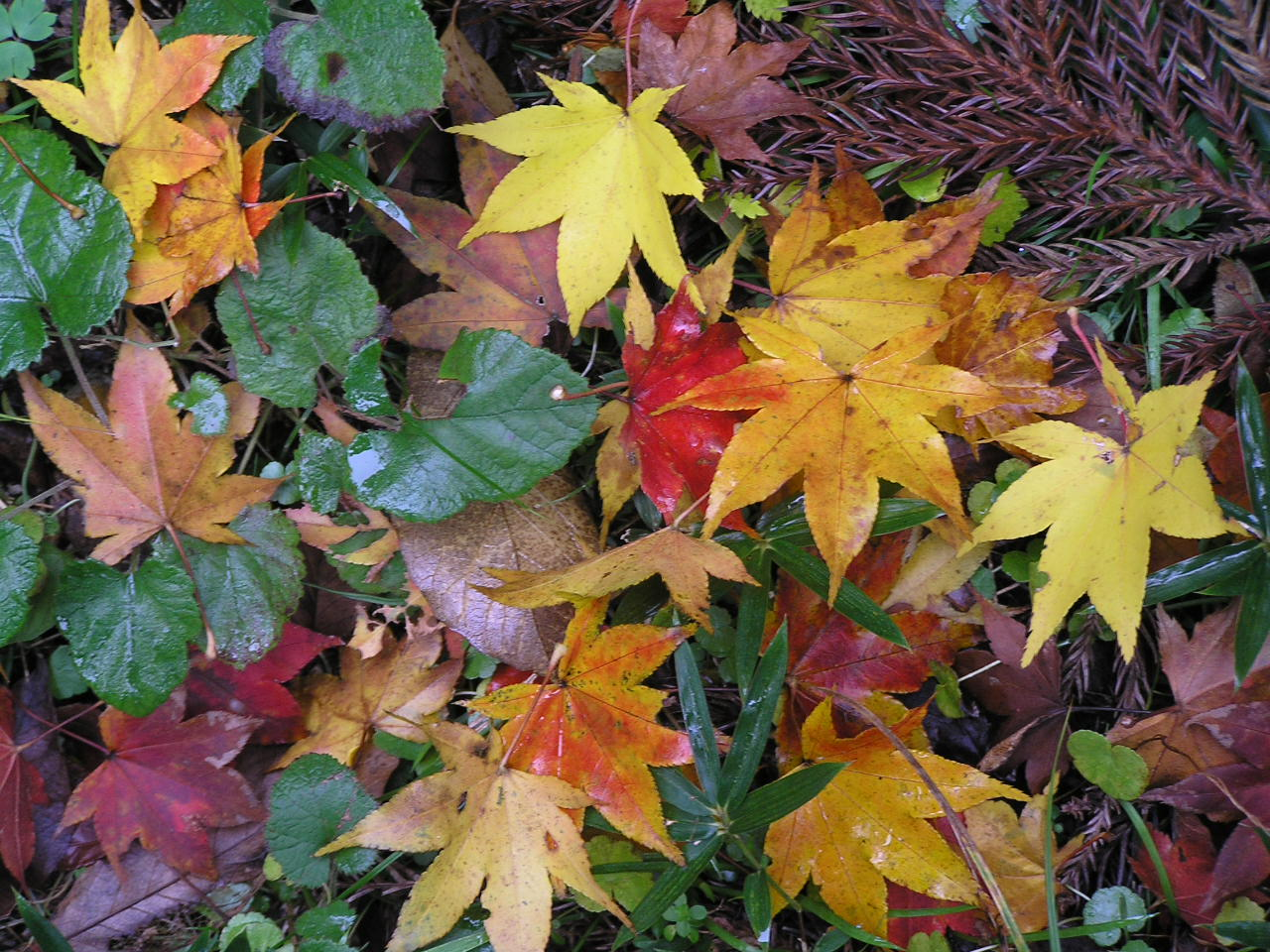
紅葉するヤマモミジ

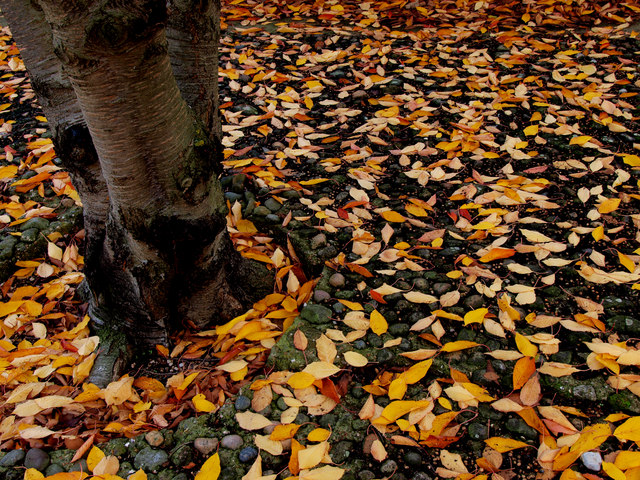

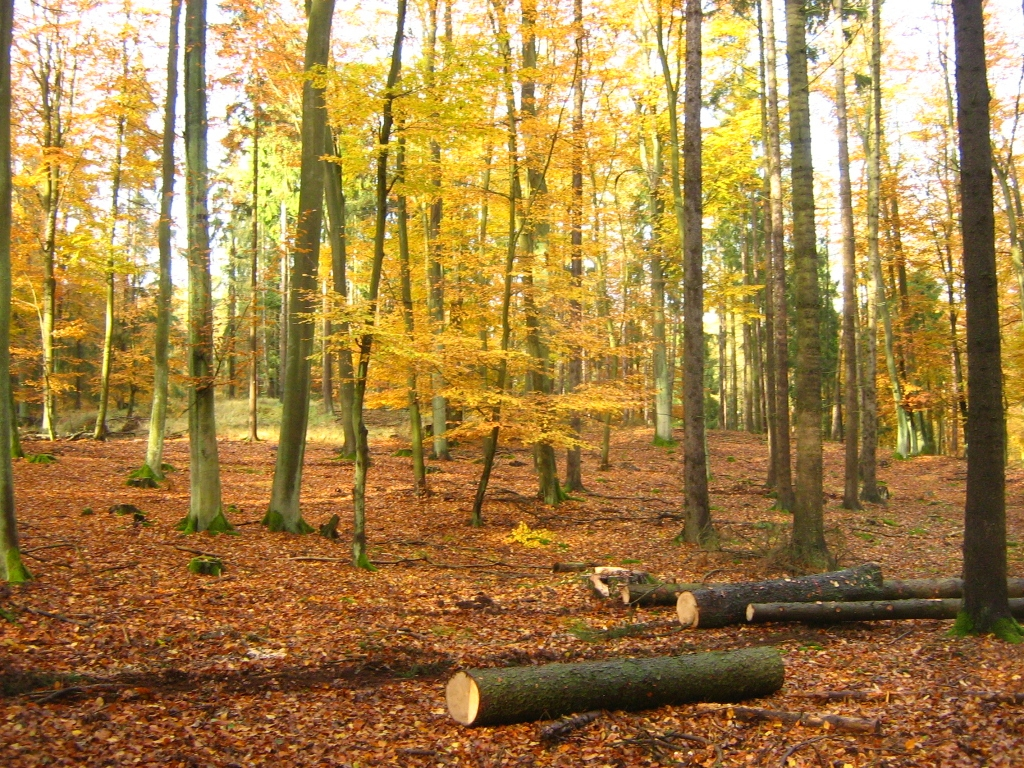

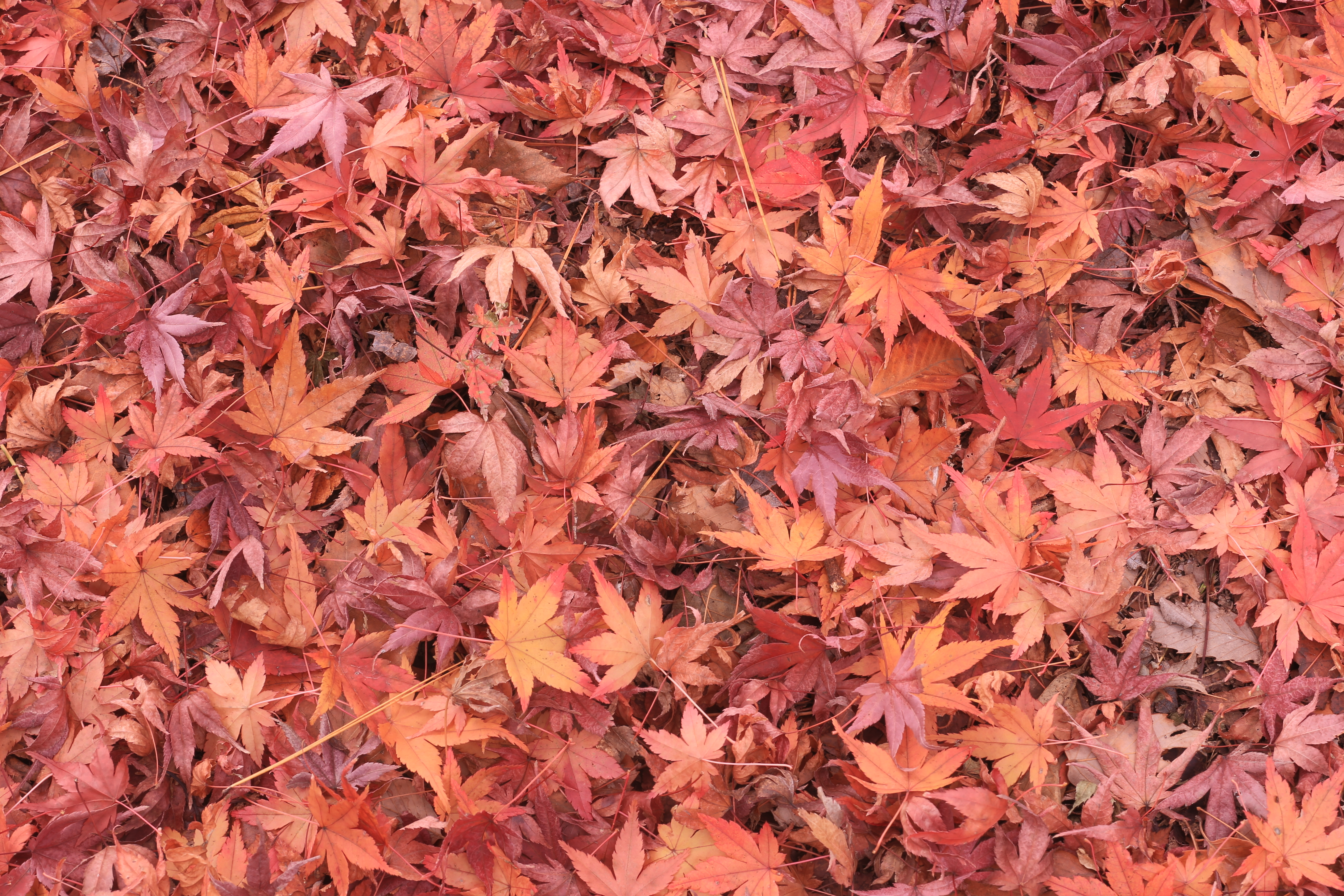

落葉性（らくようせい）は、ある季節に定期的に葉を落とす植物の性質のことである。枯れた葉がすぐに落ちず、翌年の春まで残る種類もある。
葉以外に一部の茎を落とす植物もあり、これらも落葉性に含める。部分的に、または気温などの条件によって落葉性を示す植物もあり、これは半落葉性もしくは半常緑性と呼ぶ。主として落葉樹からなる森林を落葉樹林といい、これは温帯・亜寒帯のほか、熱帯のモンスーン地帯（雨緑林）にも分布する。

## 意義
葉は低温、特に凍結に弱く、また気孔があるため乾燥にも弱い。温帯・亜寒帯では秋に落葉する植物が多く、熱帯では乾季の初めに落葉するものが多いが、いずれも低温または乾燥という厳しい環境条件に耐えるために、それに弱い葉を落として休眠に入る適応である。落葉には、このような正常な過程のほかに、塩害や虫害による防御反応としてのものもある。
葉そのものは大きくて薄い方が効率はよい。熱帯雨林の植物はそうである。しかし乾期や寒冷期など不適な季節に対応できない。これを耐えるための適応として、葉を小さく、厚くするという方法があり、温帯の常緑樹はそのようになっている。落葉性は、それでも耐えられないので、葉を維持することをあきらめる、という適応である。常緑樹の葉は種類にもよるが複数年の寿命がある。それをあきらめ、好適な数ヶ月だけで葉を使い捨てるのが落葉性である。もったいなくはあるが、逆に好適な時期だけ維持すればよいので、温帯常緑樹より大きくて薄い葉を持つものが多い。
サクラのように、葉のない季節に開花する植物も多い。これには、低温や乾燥によるリスクも伴うものの、虫媒花では昆虫から見て花が見つけやすい、また風媒花では風通しがよくなって受粉効率がよい、という効果があると考えられる。
落葉は土壌生物のエサとなる。土壌生物によって落葉が分解される過程で無機養分は土中へと放出される。植物はこれらの養分を吸収して生活している。長い間、土地上の落葉を採取していくと土壌や植生に変化を与えることがある。
森林では地表面が落葉で覆われることで土壌の水分や温度の変動が比較的安定している。

## メカニズム
落葉樹は気候条件によって2つのタイプに分けられる。温帯あるいは亜寒帯の落葉樹は、季節によって気温に大きな変動がある気候に適応し、主として気温の低下に対応して落葉する。熱帯落葉樹は気温の変動ではなく、降雨量の変動に適応している。雨の降らない乾季には水分を保持し枯死を防ぐために葉を落とす。落葉は必ずしも季節的なものではなく、条件によりいつでも起こりうる。
落葉は複雑な生理的過程である。葉は生長期に葉緑素を増やすが、秋になって気温が下がったり、あるいは乾季に入って乾燥ストレス（水ストレス）が増したりすると、葉緑素の合成が減り、分解が増える。
また紅葉（または黄葉）する種類では、他の色素の合成が増えることもある。これらの色素にはカロテノイド（黄色から橙色）やアントシアニン（赤から紫）がある。カロテノイドに関しては、もともと含まれているが、葉緑素の分解に伴いその色が目立つようになる。アントシアニンはいつもあるわけではなく、秋になり日長が短くなると合成され始める（ただし若葉での合成が多い樹種もある）。このような紅葉は、温帯の植物に限られ、熱帯の落葉樹にはない。その意義は植物学的には葉の老化過程として説明されている。秋になって気温が下がり、気象条件が光合成に適さなくなると、植物は光合成の装置を分解しはじめる。葉に含まれる栄養素を幹に回収して、翌年の春に再利用するためである。この老化過程で、葉を光による害から守るためにアントシアニンを合成したり、カロチノイドが葉に残されたりする。
落葉は葉柄と茎との間に離層と呼ばれる境が形成されることで始まる。この層は、葉が盛んに生長する時期に既に作られており、互いに離れうる細胞の層で構成される。この細胞は葉やその他の部分で作られる植物ホルモンの一種、オーキシンに敏感である。個々の葉で作られるオーキシンの量が他の部分から来るオーキシンの量と同程度であるうちは、離層細胞は離れない。しかし、季節的条件やストレスによって葉からのオーキシンが減ると、離層が伸び、それによって細胞層の間の結合が離れる。また離れた部分はコルク質で塞がれるので、樹液が漏れずにすむ。離層形成にはオーキシンの他にジャスモン酸、エチレンなども関わっているといわれる。
落葉樹は生長期になれば、葉のない状態で新しく茎と葉（種類によっては花）を出さねばならないので、常緑樹よりも多くの資源を要する。このことへの対応として、多くの落葉樹は葉が落ちる前にそこから分解物を回収して、根や内樹皮（靭皮）の柔細胞の液胞にタンパク質として貯蔵する。このタンパク質は新しい葉などが出る際の栄養として利用される。
建物の南側に落葉樹を植えると、葉のある夏は日差しを遮り、葉が落ちる冬は日差しを通すので快適にくらせる。

## 種類
落葉樹は被子植物のうちで特に双子葉類に非常に多く、温帯に分布するもののほか、熱帯のモンスーン地帯に分布するものも含む。単子葉類には少ないが、サルトリイバラなどの例がある。裸子植物では、温帯に分布するイチョウ、メタセコイア、ラクウショウ、亜寒帯落葉樹として代表的なカラマツなどがある。